# Paper (revista)
Paper (estilizado PAPER) é uma revista trimestral independente situada em Nova Iorque, como parte da Paper Communications. Fundada em 1984 por Kim Hastreiter e David Hershkovits, dedica-se à informação sobre assuntos relacionados à moda, cultura e arte. Sua edição mais famosa foi em novembro de 2014, intitulada "Break the Internet", com Kim Kardashian na capa.